# امیل کاراویچ
امیل کاراویچ (لهستانی: Emil Karewicz؛ زادهٔ ۱۳ مارس ۱۹۲۳ – درگذشته ۱۸ مارس ۲۰۲۰) بازیگر اهل لهستان بود.
از فیلم‌هایی که وی در آن نقش داشته‌است، می‌توان به سرنوشت‌های لهستانی، چگونه جنگ جهانی دوم را آغاز کردم، جوانی شوپن، روز هشتم هفته، شوالیه‌های تتونیک، لهستان بازسازی‌شده، خانواده جایگزین، خیابان فرعی ۴، قماری بالاتر از زندگی، هانس کلوس، قماری بالاتر از زندگی، رمز انیگما، کانال، خوبال و سایه اشاره کرد.